# Eutidemo II
Eutidemo II (greco: Euthydemos; latino: Euthydemus; fl. II secolo a.C.) è stato un sovrano del Regno greco-battriano intorno al 180 a.C.

## Biografia
Eutidemo era probabilmente figlio di Eutidemo I o del figlio di questi, Demetrio I di Battria; salì al trono come successore o come co-sovrano assieme al padre intorno al 180 a.C.
È noto principalmente per le sue emissioni numismatiche: il fatto che lo raffigurino sempre molto giovane potrebbe indicare che morì giovane; il loro stile e la rara lega di nickel utilizzata lo mettono in relazione con Agatocle e Pantaleone, anche se la loro precisa relazione non è chiara.